# Осадчий, Семён Кузьмич
Семён Кузьми́ч Оса́дчий (1904, Калфа, Бессарабская губерния, Российская империя (Новоаненский район Республики Молдовы) — 13 ноября 1936, Мадрид, Испания) — участник гражданской войны в Испании 1936—1939 годов, командир танкового взвода испанских республиканских войск, лейтенант, Герой Советского Союза.
29 октября 1936 года участвовал в первом в мире танковом сражении с участием советских танкистов и в этом же бою столкнул своим Т-26 в лощину итальянскую танкетку «Ансальдо», совершив первый в мире танковый таран.

## Биография
Семён Осадчий родился в 1904 году в селе Калфа Бессарабской губернии в семье рабочего. Украинец. 
Проживал в селе Славяносербка (ныне Великомихайловского района Одесской области Украины). После окончания начальной школы и железнодорожного училища работал слесарем депо станции Раздельная.
В 1926 году Семёна Осадчего призвали в РККА, во время службы он окончил бронетанковую школу. В 1928 году вступил в ВКП(б).
В 1936 году участвовал в гражданской войне в Испании. 29 октября 1936 года участвовал в первом в мире танковом сражении в составе роты Поля Армана у населённого пункта Сесенья (30 км южнее Мадрида). В этом бою лейтенант Осадчий, прозванный воинами-интернационалистами «Симон», столкнув своим Т-26 в лощину итальянскую танкетку «Ансальдо», совершил первый в мире танковый таран. В бою был ранен, но остался в строю.
3 ноября 1936 года экипаж лейтенанта Осадчего уничтожил в бою две артиллерийские батареи и шесть пулемётных точек, его взводом было истреблено более 200 человек пехоты. В этом бою прямым попаданием снаряда Семёну Осадчему оторвало обе ноги, 13 ноября 1936 года он скончался в Мадридском госпитале от гангрены.
Постановлением Центрального Исполнительного Комитета СССР от 31 декабря 1936 года «за образцовое выполнение специальных заданий Правительства по укреплению оборонной мощи Советского Союза и проявленный в этом деле героизм» лейтенанту Осадчему Семёну Кузьмичу было посмертно присвоено звание Героя Советского Союза.

## Награды
- Звание Героя Советского Союза
- Орден Ленина

## Память
- В честь Героя названа улица и школа в селе Славяносербка.
- В октябре 2017 года мемориальная доска С. К. Осадчего установлена на стене гарнизонного дома офицеров Оперативной группы российских войск в ПМР[2].